# جمال مناد
جمال مناد (من مواليد 22 جويلية 1960 بالبيض)، مدرب ولاعب كرة قدم جزائري سابق، قلب هجوم سابق لمنتخب الجزائر.
لعب مع شباب بلوزداد، شبيبة القبائل، نادي نيم الفرنسي، نادي فاميليكاو البرتغالي، نادي بلينانسيس البرتغالي وأخيرا مع اتحاد الجزائر.
شارك في كأس العالم 1986 بالمكسيك وفاز بكأس أمم أفريقيا 1990 والكأس الآفرو-آسيوية 1991 مع منتخب الجزائر وعُين أحسن هداف في الدورة بـ4 أهداف كما فاز مع شبيبة القبائل بدوري أبطال أفريقيا سنة 1981 وبكأس أفريقيا للأندية الفائزة بالكؤوس سنة 1995.

## إنجازات اللاعب

### شخصية
- أحسن هداف كأس أمم أفريقيا 1990 بالجزائر

### مع النوادي
- بطل الجزائر 5 مرات 1982 ، 1983 ، 1985 ، 1986 و1995 مع شبيبة القبائل
- بطل كأس الجزائر 3 مرات 1978 مع شباب بلوزداد ، 1986 مع شبيبة القبائل و1997 مع اتحاد الجزائر
- وصيف بطل الجزائر 3 مرات 1977 ، 1980 مع شباب بلوزداد و1981 مع شبيبة القبائل
- بطل دوري أبطال أفريقيا للأندية عام 1981 مع شبيبة القبائل
- بطل كأس أفريقيا للأندية الفائزة بالكؤوس عام 1995 مع شبيبة القبائل

### مع منتخب الجزائر
- بطل كأس أمم أفريقيا 1990 بالجزائر
- بطل الكأس الآفرو-آسيوية 1991
- مشاركة في كأس العالم 1986 بالمكسيك

## الوفاة
توفي جمال مناد في 22 مارس 2025 عن عمر يناهز 64 عاماً.

## روابط خارجية
- جمال مناد على موقع الاتحاد الدولي (مؤرشف)  (الإنجليزية)
- جمال مناد على موقع قاعدة بيانات كرة القدم.إي يو (الإنجليزية)
- جمال مناد على موقع ناشيونال فوتبول تيمز (الإنجليزية)
- جمال مناد على موقع عالم كرة القدم.نت (الإنجليزية)
- جمال مناد على موقع كووورة
- جمال مناد على موقع أوليمبيديا (الإنجليزية)